# أفعى راسيلي
حنفش راسيلي أو أفعى راسيل أو الدَّبْوَاء (الاسم العلمي: Daboia russelii) هو نوع من الزواحف يتبع جنس الحنفش من فصيلة الأفعويات.